# PRICKLE4
PRICKLE4‏ (Prickle planar cell polarity protein 4) هوَ بروتين يُشَفر بواسطة جين PRICKLE4 في الإنسان.